# 阿鲁穆加内里
阿鲁穆加内里（Arumuganeri），是印度泰米尔纳德邦Toothukudi县的一个城镇。总人口24801（2001年）。

## 人口
该地2001年总人口24801人，其中男性11756人，女性13045人；0—6岁人口2800人，其中男1460人，女1340人；识字率77.80%，其中男性为80.56%，女性为75.32%。